# ゴールデンスコア
ゴールデンスコア（Golden score）は、柔道における延長戦の方式およびその延長戦のこと。規定の試合時間で両者のポイントが同じ場合や両者が同時に反則負けとなった場合などに延長戦を行い、どちらかの選手が先に有効（または指導2回）以上のポイントを勝ち越した時点で勝負を決する。頭文字をとってGS方式とも呼ばれる。

## 概説
- 規定の試合時間で両者のポイントが同じ場合や両者が同時に反則負けとなった場合などに時間無制限の延長戦を行い、どちらかの選手が先に有効（または指導2回）以上のポイントを勝ち越した時点で勝負を決する。
- 元の試合とゴールデンスコアの試合の間に休憩時間は設けない。
- 一方の選手がゴールデンスコアを辞退した場合は、もう一方の選手が棄権勝ちとなる。
- 両者が同時に反則負けになった場合は両者敗退となる。
- 2016年のリオデジャネイロオリンピック及びIJFワールド柔道ツアーにおけるGSの割合は全体の約4.5%にあたる263試合だったが、2017年はルール改正により本戦における指導差での決着が認められなくなったことなどもあって、GSが全体の約23.7%にあたる1,349試合と飛躍的に増加した[1][2]。
- 名称の由来は、参考にしたサッカーの延長戦システムの1つであるゴールデンゴールから来ており、とくに一般用語としてのゴールデンと柔道には関連はない。

## 導入の経緯
スペイン出身のフアン・カルロス・バルコスIJF審判理事が、旗判定では判定の基準が分かりづらく、もっと分かり易く明確な制度が必要と考えていたところ、中国の女子合宿でどちらかがポイントを取るまで試合を続行する方式を見てそれに触発され、さらにはサッカーやテニスなどの他競技をも参考にした結果、この方式を発案した。その後、2000年12月のヨーロッパジュニアからこの制度の試験導入を試みたところ評判も好ましいものだったために、2002年9月のIJF理事会でこの制度の導入が決定されて、2003年9月の大阪世界選手権から正式に導入されることになった。

## ルールの変容
- 導入当初は、ゴールデンスコアの試合時間内に決着が付かない場合は従来のように3人の審判による旗判定を行っていた。判定は、最初の試合とゴールデンスコアの双方の内容が考慮された上でなされた[4]。
- 2009年からはゴールデンスコアの試合時間がそれまでの5分間から3分間に短縮された（ジュニア大会は2分間）。
- 2013年2月のグランドスラム・パリから8月のリオデジャネイロ世界選手権までの期間、ゴールデンスコアに突入した場合は時間制限を設けず、どちらかが技か指導でポイントをあげるまで試合が続行されるルール改正案（旗判定の廃止）が試験導入されることになった[5]。その結果、2014年から正式導入されることに決まった[6]。

## 主な適用例
- 2017年8月の世界カデ57kg級準決勝における新田高校2年の中矢遥香とポーランドのナタリア・クロプスカとの対戦では、IJF主催の国際大会史上最長となる14分56秒（本戦4分にGS10分56秒）を記録した[7]。
- 日本国内の大会では2013年10月の学生体重別90kg級準決勝で東海大学2年の長澤憲大と国士舘大学4年の釘丸太一が対戦した際に21分7秒（本戦5分にGS16分7秒）を記録した[8]。
- 2020年11月の講道館杯48kg級準々決勝における三井住友海上の坂上綾対綜合警備保障の遠藤宏美戦では、22分7秒（本戦4分にGS18分7秒）を記録した[9]。
- 2020年12月に講道館で開催された東京オリンピック66kg級の日本代表決定戦となるパーク24の阿部一二三対ミキハウスの丸山城志郎戦では、24分(本戦4分にGS20分)を記録した[10][11][12]。
- 2021年7月に日本武道館で開催された東京オリンピック70kg級の準決勝、新井千鶴対マディナ・タイマゾワ戦では16分41秒（本戦4分にGS12分41秒）を記録した[13]。